# Carlo Galetti
Carlo Galetti (nacido el 26 de agosto de 1882 en Corsico - fallecido el 2 de abril de 1949) fue un ciclista italiano, profesional entre 1901 y 1921, que logró hasta 39 victorias, destacando entre ellas las relativas al Giro de Italia.

## Biografía
Galetti fue 2.º en la primera edición del Giro y vencedor en la clasificación general de las dos ediciones siguientes, siendo el primer ciclista en alcanzar dos triunfos en la carrera italiana, tres, si contamos el triunfo en el Giro de Italia 1912, pues Galetti se encontraba en el equipo Atala que ganó la prueba, que aquel año varió las normas.
Galetti se ciñó prácticamente por completo a competiciones disputadas en su país. A pesar de no lograr apuntar otras grandes carreras en su palmarés, logró puestos de honor en muchas de las más importantes carreras italianas. En el Giro de Lombardía llegó a ser 2.º (1906), 3.º, 4.º y 5.º; en la Milán-San Remo también fue 2.º (1914), dos veces 4.º y dos veces 5.º; y en el Campeonato de Italia de fondo en carretera, llegó a terminar 2.º (1908) y dos veces 4.º.

## Palmarés
1906
- Roma-Nápoles-Roma

1907
- Giro de Sicilia, más 1 etapa

1908
- Giro de Sicilia, más 1 etapa
- 2.º en el Campeonato de Italia en Ruta

1909
- 2.º en el Giro de Italia

1910
- Giro de Italia , más 2 etapas

1911
- Giro de Italia , más 3 etapas

1912
- Giro de Italia como integrante del equipo Atala junto a Luigi Ganna (no terminó el Giro), Giovanni Micheletto y Eberardo Pavesi , más 1 etapa

## Resultados en las Grandes Vueltas
| Carrera | Carrera         | 1906 | 1907 | 1908 | 1909 | 1910 | 1911 | 1912 | 1913 | 1914 | 1915 | 1916 | 1917 | 1918 | 1919 | 1920 | 1921 |
| ------- | --------------- | ---- | ---- | ---- | ---- | ---- | ---- | ---- | ---- | ---- | ---- | ---- | ---- | ---- | ---- | ---- | ---- |
|         | Giro de Italia  | X    | X    | X    | 2.º  | 1.º  | 1.º  | 1.º  | Ab.  | Ab.  | X    | X    | X    | X    | Ab.  | —    | Ab.  |
|         | Tour de Francia | —    | Ab.  | Ab.  | Ab.  | —    | —    | —    | —    | —    | X    | X    | X    | X    | —    | —    | —    |
|         | Vuelta a España | X    | X    | X    | X    | X    | X    | X    | X    | X    | X    | X    | X    | X    | X    | X    | X    |